# Associazione Calcistica Lecce 1938-1939
Questa voce raccoglie le informazioni riguardanti l'Associazione Calcistica Lecce nelle competizioni ufficiali della stagione 1938-1939.

## Rosa
| N. |                   | Ruolo | Calciatore           |
| -- | ----------------- | ----- | -------------------- |
|    | Italia (bandiera) | P     | Guglielmo Bellei     |
|    | Italia (bandiera) | P     | Memo Sgardi          |
|    | Italia (bandiera) | D     | Mario Caroldi        |
|    | Italia (bandiera) | D     | Ottavio Giordan      |
|    | Italia (bandiera) | D     | Giuseppe Visintainer |
|    | Italia (bandiera) | D     | Primo Piva           |
|    | Italia (bandiera) | C     | Aldo Mainardi        |
|    | Italia (bandiera) | C     | Raffaele Rossini     |

| N. |                   | Ruolo | Calciatore       |
| -- | ----------------- | ----- | ---------------- |
|    | Italia (bandiera) | C     | Carmelo Russo    |
|    | Italia (bandiera) | C     | Giovanni Schito  |
|    | Italia (bandiera) | C     | Angelo Catesi    |
|    | Italia (bandiera) | C     | Riccardo Frione  |
|    | Italia (bandiera) | C     | Remigio Scavazza |
|    | Italia (bandiera) | A     | Giuseppe Dentuti |
|    | Italia (bandiera) | A     | Dandolo Flumini  |
|    | Italia (bandiera) | A     | Onorio Raengo    |

## Fonte
- Stagione 1938-39 su WLecce.it, su wlecce.it. URL consultato il 29 aprile 2011 (archiviato dall'url originale il 7 gennaio 2011).